# Schloss Dolzig

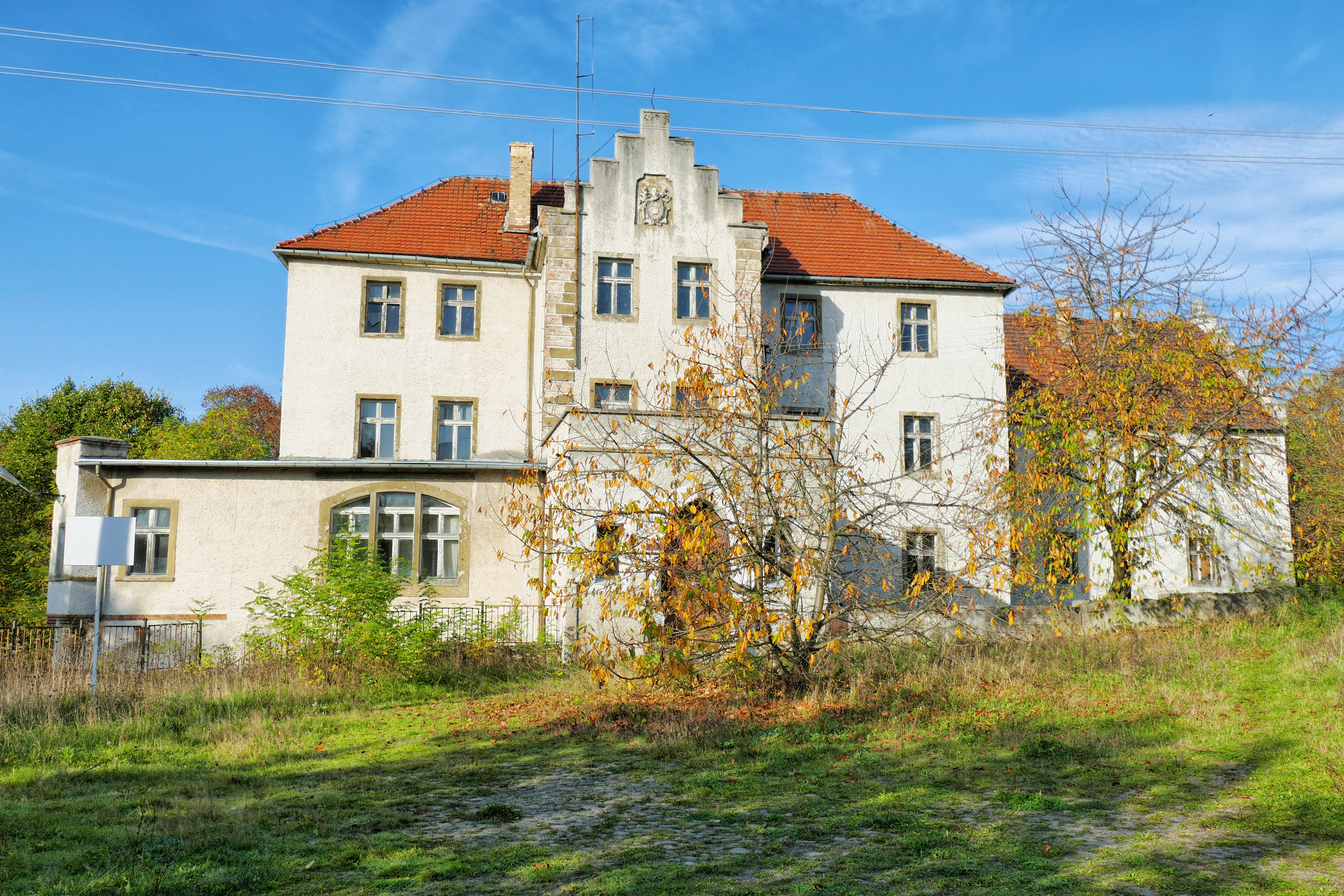
Schloss Dolzig (2022)

Schloss Dolzig (polnisch Pałac w Dłużku) ist ein ruinöses Schloss in Dłużek, einem Dorf im Powiat Żarski (Kreis Sorau) in der Woiwodschaft Lebus in Polen. Bis 1945 gehörte der Ort zu Brandenburg.

## Eigentümergeschichte
Die Ortschaft ist 1292 unter dem Namen Doltzig erwähnt, 1346 unter dem Namen Doltzygk. Im Jahr 1375 ließ sich Botho von Kalckreuth in Dolcz nieder. Im Jahr 1551 erhielten die von Unwirde einen Teil von Tulzigk zu Lehen. Im 17. Jahrhundert wechselte der Besitz oft. Im Jahr 1614 übertrug Landvogt Heinrich Wilhelm von Promnitz das Rittergut Dolzig als Lehen an Johann Wilhem von Bierstein. Wolf Dietrich erwarb 1643 das Gut, das er 1649 wieder an einen Kalckreuth verkaufte. Das Lehensrecht wurde 1684 von Johann Adolph von Dallwitz bestätigt, dessen Sohn das Gut 1687 kaufte. Der Besitz blieb in der Familie von Dallwitz, bis diese 1803 an Heinrich Otto von Thielau verkauften.

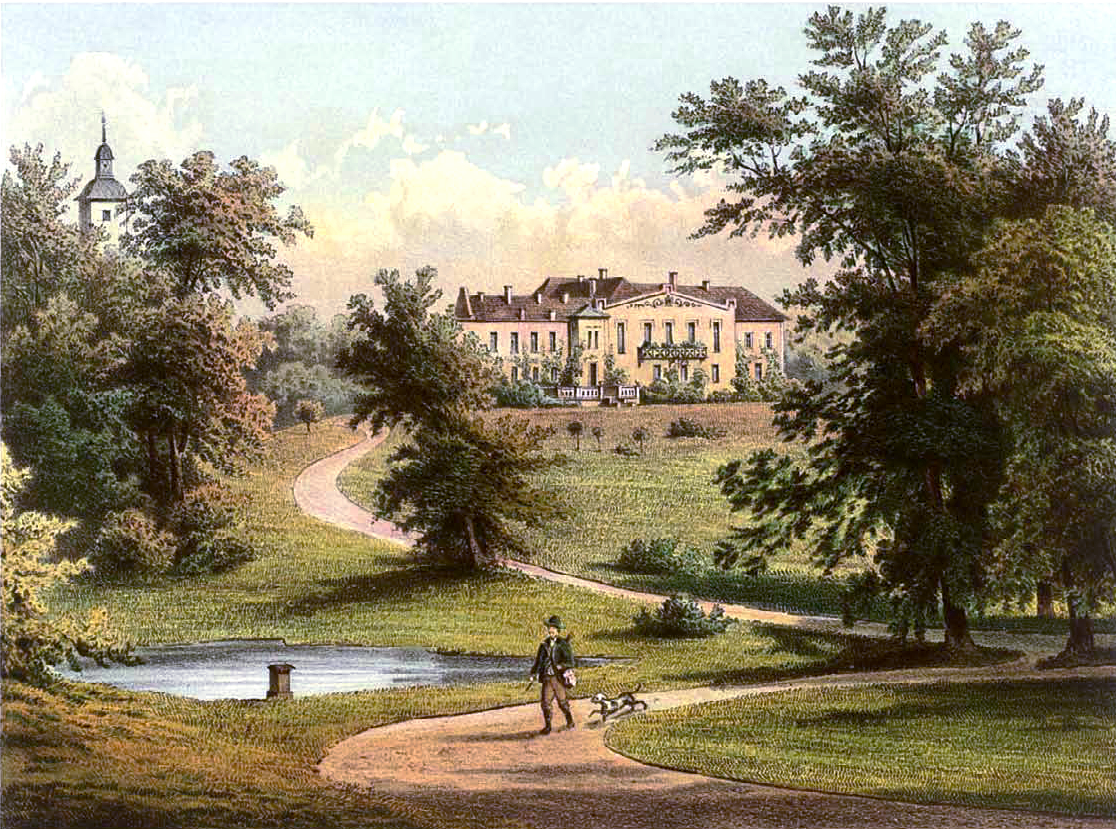
Ansicht in der Sammlung Alexander Duncker, 19. Jahrhundert.

1845 wurde der Besitz an Baronin von Steinäcker verkauft. Über Fedor von Tschirschky ging der Besitz 1856 an Prinz Friedrich VIII. von Schleswig-Holstein, der es kurz nach seiner Hochzeit erwarb. Im Jahr 1858 kam hier Auguste Viktoria zur Welt, die spätere Ehefrau Kaiser Wilhelm II.
Vor 1914 war der General Eduard Vogel von Falckenstein Gutsherr, es folgte sein Sohn, der General Maximilian Vogel von Falckenstein. 1923 besaß die briefadelige Familie Vogel von Falckenstein immer noch Dolzig, Verwalter wurde August Schütz.
Der Besitz Dolzig ging aber nach 1926 an die Trützschler von Fal(c)kenstein über, u. a. an den späteren Generalmajor Konrad Trützschler von Falkenstein und seiner Ehefrau Marie Paech-Seeläsgen. 1929 hatte das Gut einen Umfang von 1000 ha. Davon waren 620 ha Forsten. Als Verwalter agierte Hermann Weidemann. Die Gutsbesitzerfamilie lebte zu diesem Zeitpunkt in Berlin-Lichterfelde. Diese Familie und ihre Erben blieben bis 1945 Besitzer.
Nach der Westverschiebung Polens diente das Schloss als Büro und Wohnung für Angestellte eines staatlichen Landwirtschaftsbetriebs.

## Baugeschichte
Schloss Dolzig ist ein vielteiliges, aus unterschiedlichen Bauperioden stammendes Ensemble. Die Abschnitte von Feldsteinmauerwerk im Kellerbereich des Hauptgebäudes bezeugen, dass der heutige Bau auf Grundmauern eines mittelalterlichen Herrensitzes, wohl dem der von Kalckreuth, errichtet wurde. Der dreigeschossige Ostflügel geht vermutlich auf die Kalckreuth zurück, während der Westflügel mit einem kreuzgewölbten Saal und der Südflügel auf das 15. und 16. Jahrhundert zurückgehen. Die von Dallwitz erweiterten den Bau Ende des 17. Jahrhunderts. Vermutlich wurde damals auch mit dem Bau des Nordflügels die Vierflügelanlage geschlossen. Im Zusammenhang mit Renovierungsmaßnahmen im 20. Jahrhundert, vor und nach 1945, wurde der Baudekor erheblich reduziert.

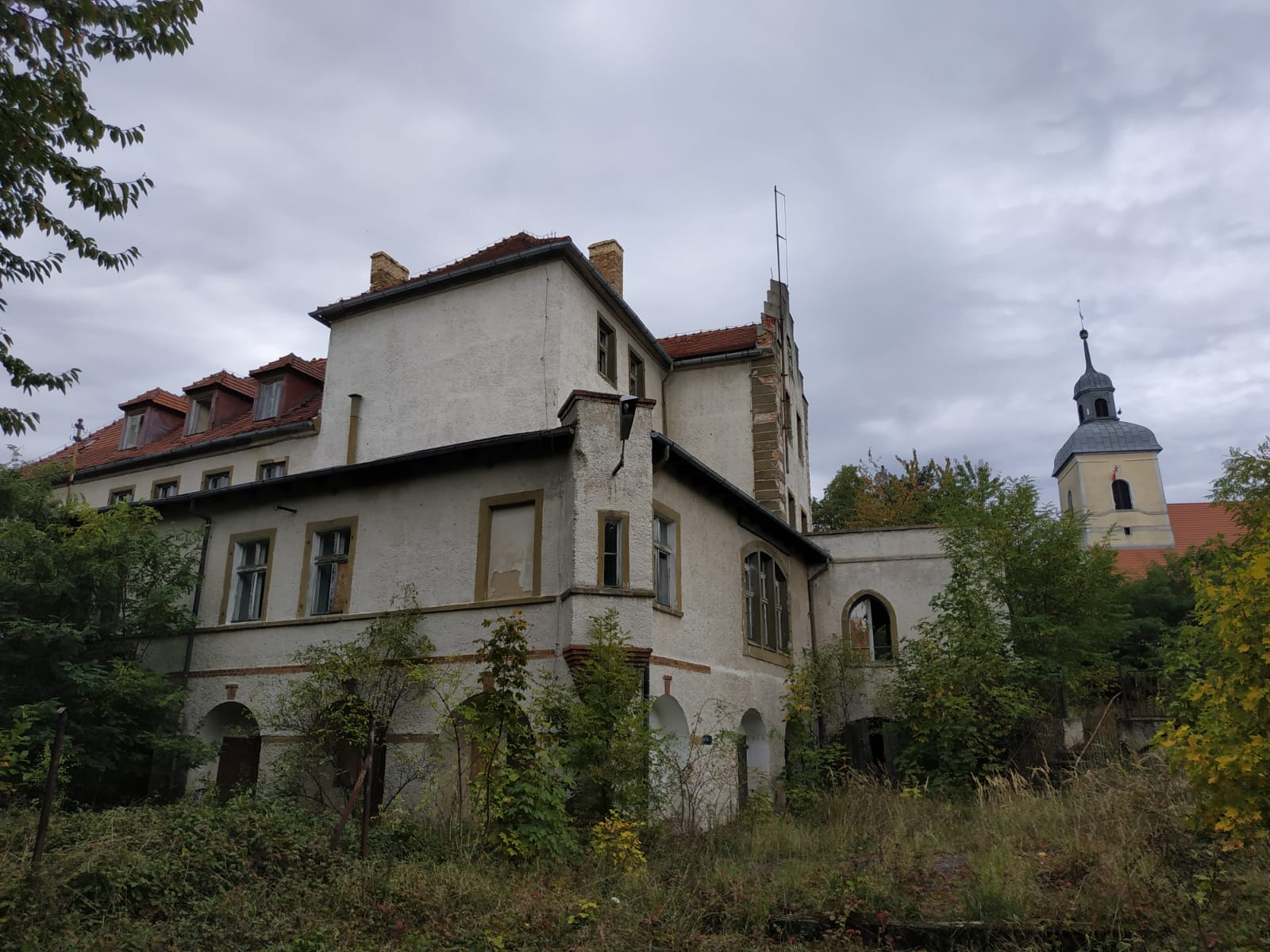
Schloss Dolzig (2019)

## Baubeschreibung
Die vierflügelige Kernanlage mit Risalit an der Westseite umschließt einen rechteckigen Innenhof. Der dreigeschossige Ostflügel mit Walmdach ist der älteste und zentrale Bau. An den Hauptteil des Schlosses schließen sich nördlich zwei Erweiterungsbauten an, westlich ein Gebäude auf L-förmigem Grundriss. Vor dem Ostflügel ist ein eingeschossiger Vorbau mit dem Haupteingang angebaut.
Im sogenannten Rittersaal ließ Eduard Vogel von Falckenstein ein kleines Museum einrichten, das Figuren und Reliefs aus Altären des 15. und 16. Jahrhunderts zeigte. Ein besonders wertvolles Tafelgemälde aus dem 15. Jahrhundert zeigte die Auferstehung Christi. Diese Sammlung wurde vermutlich 1945 in die Sowjetunion verschleppt.